# Batalla de Tachiao
La batalla de Tachiao (del 18 al 19 de març de 1942), va ser el primer enfrontament a la batalla de Yunnan-Carretera de Birmània a la campanya de Birmània de la Segona Guerra Mundial i la Segona Guerra Sino-japonesa.
Elements avançats de la 200a Divisió van arribar a Toungoo el 8 de març de 1942 i es van fer càrrec de les posicions defensives de les forces britàniques. La mateixa ciutat de Toungoo seria la principal posició defensiva de les forces xineses, amb un lloc avançat uns quants quilòmetres al sud a Oktwin. El major general Dai Anlan, el comandant de la divisió, va enviar el Regiment de Cavalleria Motoritzada i la 1a Companyia, 598è Regiment d'Infanteria a la riba del riu Kan, a 35 milles al sud de Toungoo i 12 milles al sud de la ciutat de Pyu. El regiment de cavalleria més una companyia d'infanteria van empènyer fins al riu Kan, amb un escamot de ciclistes ocupant posicions al pont sobre el riu.
A la primera llum del 18 de març, unes 200 tropes de reconeixement japoneses del 143è Regiment de la 55a Divisió van avançar fins al pont amb motos. En arribar als llocs avançats van ser emboscats per les tropes xineses que s'amagaven als costats de la carretera. Els vehicles blindats xinesos es van sumar a l'atac i després de tres hores de lluita, els japonesos van retrocedir, deixant una trentena de morts, juntament amb una vintena de fusells, dues metralladores lleugeres i unes 19 motos. Després de caure la nit, els japonesos van continuar els seus atacs amb unitats petites i la força de cobertura xinesa va caure enrere cap a la seva línia a Oktwin. Després de l'endemà, Pyu va caure davant dels japonesos el dia 19.